# Синдаловский, Григорий Хаимович
Григо́рий Ха́имович Синдало́вский (7 февраля 1928 — 7 апреля 2020) — советский и российский математик.
Исследования Синдаловского в основном были в области функционального анализа. Он получил ряд интересных результатов, которые расширяют классические теоремы Лузина, Данжуа и других.

## Биография
Родился в Москве в еврейской семье. Окончил школу с золотой медалью и поступил в МГУ. Синдаловский закончил МГУ с красным дипломом. Научным руководителем Синдаловского был профессор МГУ, член-корреспондент АН СССР Д. Е. Меньшов и Колмогоров, Андрей Николаевич.
В МГУ получил звание доцент, кандидат технических наук.
С 1951 года до последних дней работал преподавателем на кафедре «Высшая и прикладная математика» в ВЗИИТе.
В более поздние годы преподавал также в РОАТ.
Основное направление научной деятельности — вопросы непрерывности и дифференцируемости измеримых функций.
Активно публиковался в Математическом сборнике, Известиях Академии наук СССР и Вестнике Академии Наук СССР и других изданиях.
В 1996 году Синдаловский получил звание Соросовский доцент
Умер от последствий коронавирусной инфекции COVID-19 в возрасте 92 лет.

## Избранные публикации
- Г. Х. Синдаловский, «О некоторых вопросах непрерывности измеримых функций», Уч. записки Моск. гос. ун-та, 181 (1956)
- Г. Х. Синдаловский, «Некоторые вопросы непрерывности и дифференцируемости измеримых функций», Изв. АН СССР. Сер. матем., 22:3 (1958)
- Г. Х. Синдаловский, «О непрерывности и дифференцируемости относительно конгруэнтных множеств», Докл. АН СССР, 134:6 (1960)
- Г. Х. Синдаловский, "Об эквивалентности обыкновенных производных чисел и производных чисел относительно конгруэнтных множеств некоторого класса"[5]
- Г. Х. Синдаловский, «О построении непрерывных функций с заданными дифференциальными свойствами на множестве полной меры и некоторых приложениях к рядам Фурье», Матем. сб., 69(111):4 (1966)
- Г. Х. Синдаловский, «О производных числах непрерывных функций», Изв. АН СССР. Сер. матем., 32:5 (1968)
- Г. Х. Синдаловский, «О дифференцируемости и аналитичности однолистных отображений», Докл. АН СССР, 249:6 (1979)
- Г. Х. Синдаловский, «Об аналитичности функций из класса удовлетворяющих условиям Коши-Римана», Докл. АН СССР, 276:2 (1984)
- Г. Х. Синдаловский, «Об условиях Коши-Римана в классе функций с суммируемым модулем и некоторых граничных свойствах аналитических функций», Матем. сб., 128(170):3(11) (1985)
- Г. Х. Синдаловский, «О некоторых достаточных признаках ограниченности аналитических функций или принадлежности классу Смирнова», Матем. заметки, 45:3 (1989)
- Г. Х. Синдаловский, "Высшая математика. Техника интегрирования ", РГОТУПС, (1997)[6]
- Г. Х. Синдаловский, «Высшая математика: Основные понятия теории вероятностей: Учеб. пособие» Рос. гос. открытый техн. ун-т путей сообщ. — М.: РГОТУПС, 1997. — 42,[2] с.: ил.; 19 см; ISBN 5-7473-0179-9 : Б. ц.[7]
- Высшая математика : Основные понятия теории вероятностей : Учеб. пособие / Г. Х. Синдаловский
- Г. Х. Синдаловский "Элементы теории функции действительного переменного"[8]